# Chaîne de la Reine-Fabiola
La chaîne de la Reine-Fabiola (en anglais : Queen Fabiola Mountains) est un massif montagneux de la terre de la Reine-Maud, en Antarctique.
Ce groupe de montagnes est long de 50 kilomètres et composé principalement de sept petits massifs orientés nord-sud, formant une barrière partielle à l'écoulement de la glace intérieure. Les montagnes sont isolées à environ 140 kilomètres au sud-ouest de la baie de Lützow-Holm.
Ces montagnes ont été découvertes et photographiées à partir d'avions par l'expédition belge de Guido Derom le 8 octobre 1960. Avec la permission de Baudouin, roi des Belges, les montagnes ont été nommées d'après sa nouvelle épouse Fabiola. En novembre-décembre 1960, les montagnes ont été visitées par une équipe japonaise de la Japanese Antarctic Research Expedition (JARE), qui a effectué des études géomorphologiques et géologiques. Ils ont eux donnés le nom de chaîne Yamato. Le sommet le plus élevé est le mont Fukushima (en) avec 2 470 mètres.
La JARE a trouvé la météorite martienne Yamato 000593 en 2000 sur le glacier Yamato (en) dans la chaîne de la Reine-Fabiola. Avec une masse de 13,7 kilogrammes, Yamato 000593 est la deuxième plus grande météorite de Mars trouvée sur Terre.